# رابرت اکسلرود
رابرت اکسلرود (انگلیسی: Robert Axelrod؛ زادهٔ ۲۷ مهٔ ۱۹۴۳) ریاضی‌دان، استاد، و کارشناس سیاسی اهل ایالات متحده آمریکا است.
وی همچنین برندهٔ جوایزی همچون نشان ملی علوم شده‌است.